# Irene Koss
Irene Koss (* 3. August 1928 in Hamburg; † 1. Mai 1996 in München) war eine deutsche Schauspielerin und die erste Fernsehansagerin der Bundesrepublik.

## Leben
Koss war die Tochter eines Hamburger Zigarrenhändlers. Nach Ballettunterricht und einer Schauspielausbildung gab Irene Koss zusammen mit Hardy Krüger 1946 ihr Debüt im Lustspiel Der zerbrochne Krug an der Landesbühne Hannover. Später war sie an den Hamburger Kammerspielen engagiert. Unter anderem spielte sie zusammen mit Lil Dagover.
Als der Nordwestdeutsche Rundfunk (NWDR) 1950 eine Programmansagerin suchte, wurde Koss von Hanns Farenburg als geeignetes „Fernsehgesicht“ ausgewählt. Ihre erste Fernsehansage absolvierte sie zu Silvester 1950 um 20 Uhr im Rahmen der ersten Versuchssendungen des NWDR; die Zahl der Zuschauer lag mutmaßlich bei drei. Als am 25. Dezember 1952 die Ausstrahlung des regulären Programms begann, führte sie ebenfalls durch die Sendung. Bei einer Anfang 1953 durchgeführten Publikumsbefragung nach den beliebtesten Ansagerinnen und Ansagern lag sie vor ihrer Kollegin Angelika Feldmann und vor männlichen Kollegen wie Hugo Murero, Udo Langhoff und Jürgen Roland, die vom Publikum teilweise eher abfällig beurteilt wurden. Anfangs bekam sie pro Ansagetag einen Lohn von 20 DM, später war sie bis 1962 beim NDR angestellt und leitete zugleich als Autorin und Moderatorin die Fernsehkinderstunde. Daneben war sie für diverse Schallplattenproduktionen als Sprecherin tätig und schrieb Kinderbücher wie Schnurzelpurz (1959). 1961 und 1962 erhielt sie den silbernen Otto der Jugendzeitschrift Bravo.
Irene Koss war seit 1962 mit dem Sportreporter und Regisseur Sammy Drechsel verheiratet und lebte nach ihrer Heirat in München. Sie und ihr Ehemann hatten zwei gemeinsame Töchter. Nach Drechsels Tod im Jahr 1986 arbeitete sie hinter den Kulissen der von ihm gegründeten Lach- und Schießgesellschaft und baute das Archiv des Kabaretts auf.
Sie starb am 1. Mai 1996 an den Folgen einer Krebserkrankung. Das Gemeinschaftsgrab des Ehepaars befindet sich auf dem Münchner Nordfriedhof (Grab Mauer rechts Nr. 244).